# Tour de Polonia 2013
La 70.ª edición del Tour de Polonia se disputó entre el 27 de julio y el 3 de agosto de 2013, con un recorrido de 1.238 km distribuidos en siete etapas, con inicio en Rovereto (Italia) y final en Cracovia.
La carrera formó parte del calendario UCI WorldTour 2013.
Además de empezar en Italia, con las dos primeras etapas en ese país, presenta un recorrido novedoso en cuanto a su dureza con 4 etapas de alta montaña y una contrarreloj larga, cuando habitualmente ha tenido un trazado donde predominaba el terreno rompepiernas y la media-montaña sin contrarreloj. Por otra parte será la primera carrera en la que a modo experimental se aplicará una reducción de corredores por equipo de 8 (en las Grandes Vueltas son 9 y en el Tour Down Under 7) a 6 introduciéndose, además, bonificaciones por tiempo en algunos pasos de montaña y en otros puntos sin determinar.
El ganador final fue Pieter Weening tras quedar sexto en la contrarreloj final. Le acompañaron en el podio Ion Izagirre y Christophe Riblon (vencedor de una etapa), respectivamente.
En las clasificaciones secundarias se impusieron Tomasz Marczynski (montaña), Rafał Majka (puntos), Bartosz Huzarski (sprints) y RadioShack Leopard (equipos).

## Equipos participantes
Tomaron parte en la carrera 23 equipos: 19 de categoría UCI ProTeam (al ser obligada su participación); más 4 de categoría Profesional Continental mediante invitación de la organización (CCC Polsat Polkowice, Colombia y Team NetApp-Endura); y una selección de Polonia (con corredores de equipos de los Circuitos Continentales UCI) bajo el nombre de Reprezentacja Polski. Formando así un pelotón de 138 corredores, con 6 ciclistas cada equipo, de los que acabaron 109. Los equipos participantes fueron:
| Equipo                           | Cód. UCI | Categoría               | Jefe de filas                |
| -------------------------------- | -------- | ----------------------- | ---------------------------- |
| Astana Pro Team                  | AST      | UCI ProTeam             | Vincenzo Nibali              |
| Omega Pharma-Quick Step          | OPQ      | UCI ProTeam             | Gianluca Brambilla           |
| Lampre-Merida                    | LAM      | UCI ProTeam             | Michele Scarponi             |
| Sky Procycling                   | SKY      | UCI ProTeam             | Sergio Henao Bradley Wiggins |
| BMC Racing Team                  | BMC      | UCI ProTeam             | Thor Hushovd                 |
| Team Saxo-Tinkoff                | TST      | UCI ProTeam             | Rafał Majka                  |
| Cannondale Pro Cycling           | CAN      | UCI ProTeam             | Ivan Basso                   |
| Katusha                          | KAT      | UCI ProTeam             | Simon Špilak                 |
| RadioShack Leopard               | RNT      | UCI ProTeam             | Fabian Cancellara            |
| Belkin-Pro Cycling Team          | BEL      | UCI ProTeam             | Steven Kruijswijk            |
| Garmin Sharp                     | GRS      | UCI ProTeam             | Thomas Dekker                |
| Movistar Team                    | MOV      | UCI ProTeam             | Giovanni Visconti            |
| Euskaltel Euskadi                | EUS      | UCI ProTeam             | Ion Izagirre                 |
| Orica GreenEDGE                  | OGE      | UCI ProTeam             | Pieter Weening               |
| Team Argos-Shimano               | ARG      | UCI ProTeam             | Reinardt Janse van Rensburg  |
| Vacansoleil-DCM Pro Cycling Team | VCD      | UCI ProTeam             | Grega Bole                   |
| Lotto Belisol                    | LTB      | UCI ProTeam             | Jelle Vanendert              |
| Ag2r La Mondiale                 | ALM      | UCI ProTeam             | Domenico Pozzovivo           |
| FDJ.fr                           | FDJ      | UCI ProTeam             | Sandy Casar                  |
| Team NetApp-Endura               | TNE      | Profesional Continental | Bartosz Huzarski             |
| Colombia                         | COL      | Profesional Continental | Darwin Atapuma               |
| CCC Polsat Polkowice             | CCC      | Profesional Continental | Davide Rebellin              |
| Reprezentacja Polski             |          | Selección nacional      | Łukasz Bodnar                |

## Etapas
| Etapa     | Fecha     | Recorrido                                  | type                    | Distancia (km) | Ganador           | Líder             |
| --------- | --------- | ------------------------------------------ | ----------------------- | -------------- | ----------------- | ----------------- |
| 1.ª etapa | 27 de jul | Rovereto – Madonna di Campiglio            | etapa de montaña        | 184,5          | Diego Ulissi      | Diego Ulissi      |
| 2.ª etapa | 28 de jul | Marilleva – Paso Pordoi                    | etapa de montaña        | 195,5          | Christophe Riblon | Rafał Majka       |
| 3.ª etapa | 30 de jul | Cracovia – Resovia                         | etapa llana             | 226            | Thor Hushovd      | Rafał Majka       |
| 4.ª etapa | 31 de jul | Tarnów – Katowice                          | etapa de media montaña  | 231,5          | Taylor Phinney    | Rafał Majka       |
| 5.ª etapa | 1 de ago  | Nowy Targ – Zakopane                       | etapa de montaña        | 160,5          | Thor Hushovd      | Ion Izagirre      |
| 6.ª etapa | 2 de ago  | Terma Bukovina – Gmina Bukowina Tatrzańska | etapa de montaña        | 192            | Darwin Atapuma    | Christophe Riblon |
| 7.ª etapa | 3 de ago  | Gmina Wieliczka – Cracovia                 | contrarreloj individual | 37             | Bradley Wiggins   | Pieter Weening    |

## Clasificaciones finales

### Clasificación general
| \| Clasificación general \| Clasificación general \| Clasificación general \| Clasificación general \| Clasificación general \| \| Ciclista \| Ciclista \| Equipo \| Tiempo \| \| \| --------------------- \| --------------------- \| --------------------- \| --------------------- \| --------------------- \| \| 1.º \| Pieter Weening \| Orica-GreenEDGE \| 31 h 58 min 07 s \| \| \| 2.º \| Ion Izagirre \| Euskaltel Euskadi \| + 13 s \| \| \| 3.º \| Christophe Riblon \| AG2R La Mondiale \| + 16 s \| \| \| 4.º \| Rafał Majka \| Saxo-Tinkoff \| + 26 s \| \| \| 5.º \| Sergio Luis Henao \| Team Sky \| + 51 s \| \| \| 6.º \| Eros Capecchi \| Movistar Team \| + 51 s \| \| \| 7.º \| Domenico Pozzovivo \| AG2R La Mondiale \| + 1 min 14 s \| \| \| 8.º \| Ivan Basso \| Cannondale \| + 1 min 38 s \| \| \| 9.º \| Tanel Kangert \| Astana \| + 2 min 35 s \| \| \| 10.º \| Chris Anker Sørensen \| Saxo-Tinkoff \| + 2 min 50 s \| \| |                      |                   |                  |
| |                      |                   |                  |
| Fuente: ProCyclingStats |                      |                   |                  |
| Clasificación general |                      |                   |                  |
| Ciclista | Ciclista             | Equipo            | Tiempo           |
| 1.º | Pieter Weening       | Orica-GreenEDGE   | 31 h 58 min 07 s |
| 2.º | Ion Izagirre         | Euskaltel Euskadi | + 13 s           |
| 3.º | Christophe Riblon    | AG2R La Mondiale  | + 16 s           |
| 4.º | Rafał Majka          | Saxo-Tinkoff      | + 26 s           |
| 5.º | Sergio Luis Henao    | Team Sky          | + 51 s           |
| 6.º | Eros Capecchi        | Movistar Team     | + 51 s           |
| 7.º | Domenico Pozzovivo   | AG2R La Mondiale  | + 1 min 14 s     |
| 8.º | Ivan Basso           | Cannondale        | + 1 min 38 s     |
| 9.º | Tanel Kangert        | Astana            | + 2 min 35 s     |
| 10.º | Chris Anker Sørensen | Saxo-Tinkoff      | + 2 min 50 s     |

### Clasificación de la montaña
| Posición | Ciclista          | Equipo           | Puntos |
| -------- | ----------------- | ---------------- | ------ |
|          | Tomasz Marczynski | Vacansoleil-DCM  | 86     |
| 2        | Darwin Atapuma    | Colombia         | 64     |
| 3        | Bartosz Huzarski  | NetApp-Endura    | 58     |
| 4        | Sylwester Szmyd   | Movistar         | 23     |
| 5        | Christophe Riblon | Ag2r La Mondiale | 20     |

### Clasificación por puntos
| Posición | Ciclista          | Equipo            | Puntos |
| -------- | ----------------- | ----------------- | ------ |
|          | Rafał Majka       | Saxo-Tinkoff      | 68     |
| 2        | Ion Izagirre      | Euskaltel Euskadi | 66     |
| 3        | Christophe Riblon | Ag2r La Mondiale  | 65     |
| 4        | Pieter Weening    | Orica GreenEDGE   | 62     |
| 5        | Sergio Henao      | Sky               | 56     |

### Clasificación de los sprints
| Posición | Ciclista            | Equipo               | Puntos |
| -------- | ------------------- | -------------------- | ------ |
|          | Bartosz Huzarski    | NetApp-Endura        | 13     |
| 2        | Ángel Madrazo       | Movistar             | 7      |
| 3        | Bartłomiej Matysiak | CCC Polsat Polkowice | 6      |
| 4        | Mathias Frank       | BMC Racing           | 3      |
| 5        | Paweł Cieślik       | Reprezentacja Polski | 3      |

### Clasificación por equipos
| Posición | Equipo             | Tiempo           |
| -------- | ------------------ | ---------------- |
|          | Radioshack Leopard | 95 h 58 min 50 s |
| 2        | Cannondale         | a 19 min 41 s    |
| 3        | Saxo-Tinkoff       | a 26 min 22 s    |
| 4        | Ag2r La Mondiale   | a 31 min 14 s    |
| 5        | BMC Racing         | a 35 min 28 s    |

## Evolución de las clasificaciones
| Etapa                   | Vencedor                | Clasificación general Żółta koszulka | Clasificación de la montaña Klasyfikacja górska | Clasificación por puntos Klasyfikacja punktowa | Clasificación de los sprints Klasyfikacja najaktywniejszych | Clasificación por equipos Klasyfikacja drużynowa |
| ----------------------- | ----------------------- | ------------------------------------ | ----------------------------------------------- | ---------------------------------------------- | ----------------------------------------------------------- | ------------------------------------------------ |
| 1.ª                     | Diego Ulissi            | Diego Ulissi                         | Bartosz Huzarski                                | Diego Ulissi                                   | Bartosz Huzarski                                            | RadioShack Leopard                               |
| 2.ª                     | Christophe Riblon       | Rafał Majka                          | Thomas Rohregger                                | Rafał Majka                                    | Bartosz Huzarski                                            | RadioShack Leopard                               |
| 3.ª                     | Thor Hushovd            | Rafał Majka                          | Thomas Rohregger                                | Rafał Majka                                    | Bartosz Huzarski                                            | RadioShack Leopard                               |
| 4.ª                     | Taylor Phinney          | Rafał Majka                          | Thomas Rohregger                                | Steele Von Hoff                                | Bartosz Huzarski                                            | RadioShack Leopard                               |
| 5.ª                     | Thor Hushovd            | Ion Izagirre                         | Tomasz Marczynski                               | Thor Hushovd                                   | Bartosz Huzarski                                            | RadioShack Leopard                               |
| 6.ª                     | Darwin Atapuma          | Christophe Riblon                    | Tomasz Marczynski                               | Christophe Riblon                              | Bartosz Huzarski                                            | RadioShack Leopard                               |
| 7.ª                     | Bradley Wiggins         | Pieter Weening                       | Tomasz Marczynski                               | Rafał Majka                                    | Bartosz Huzarski                                            | RadioShack Leopard                               |
| Clasificaciones finales | Clasificaciones finales | Pieter Weening                       | Tomasz Marczynski                               | Rafał Majka                                    | Bartosz Huzarski                                            | RadioShack Leopard                               |